# Gecarcinidae
Famille
Synonymes
- Gecarcinucidae Rathbun, 1904[2]

Les Gecarcinidae sont une famille de crabes. Ces espèces sont, pour la plupart, de mœurs terrestres. 

## Liste des genres
Selon World Register of Marine Species (23 décembre 2018) :
- genre Cardisoma Latreille in Latreille, Le Peletier, Serville & Guérin, 1828
- genre Discoplax A. Milne-Edwards, 1867
- genre Epigrapsus Heller, 1862
- genre Gecarcinus Leach, 1814
- genre Gecarcoidea H. Milne Edwards, 1837
- genre Johngarthia Türkay, 1970

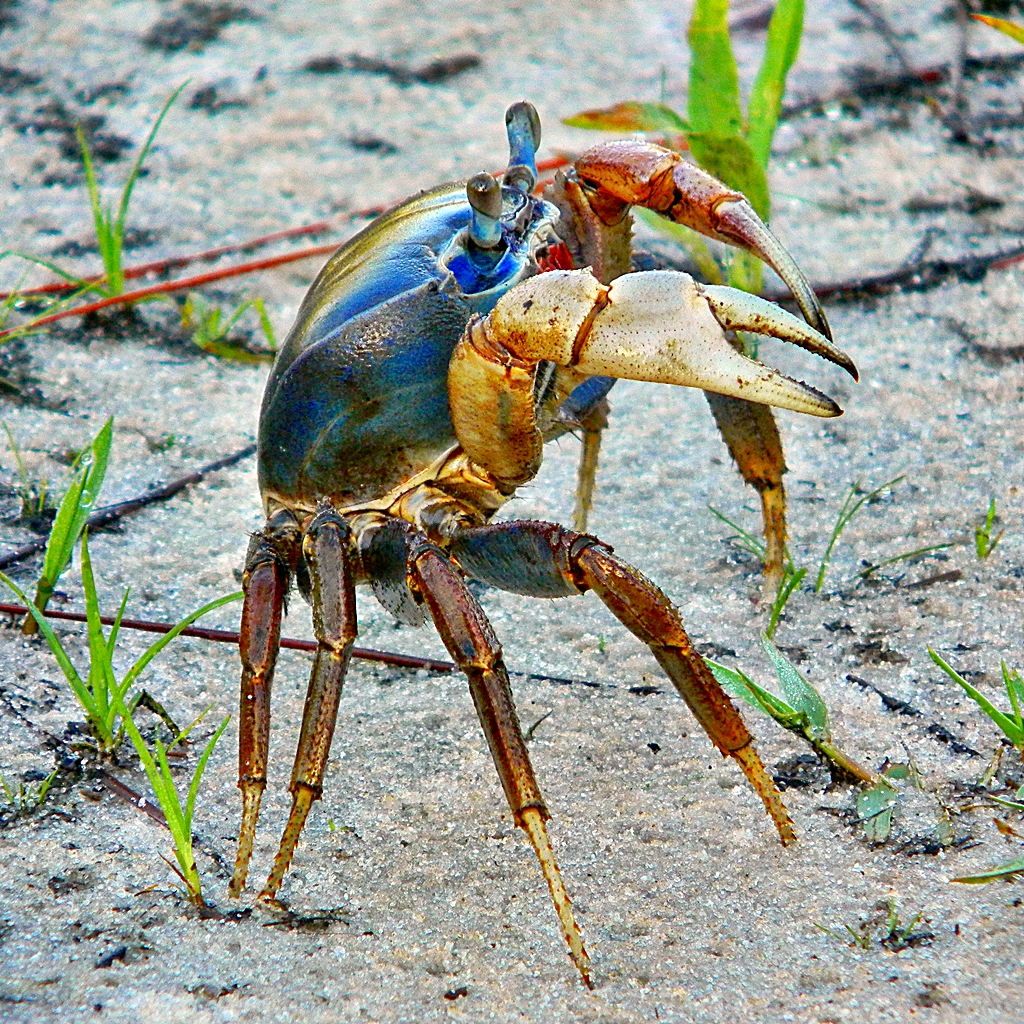
Cardisoma guanhumi
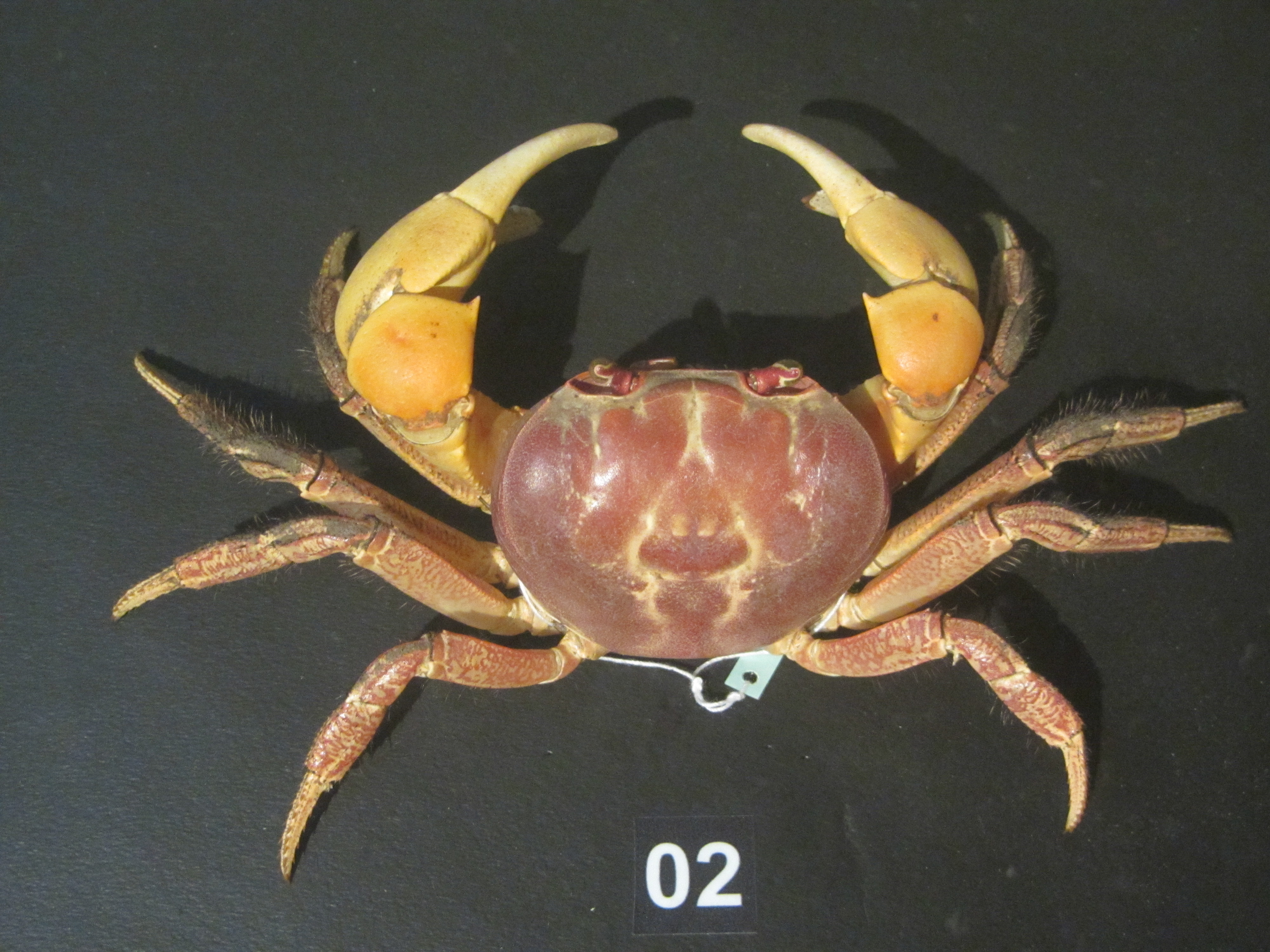
Discoplax hirtipes
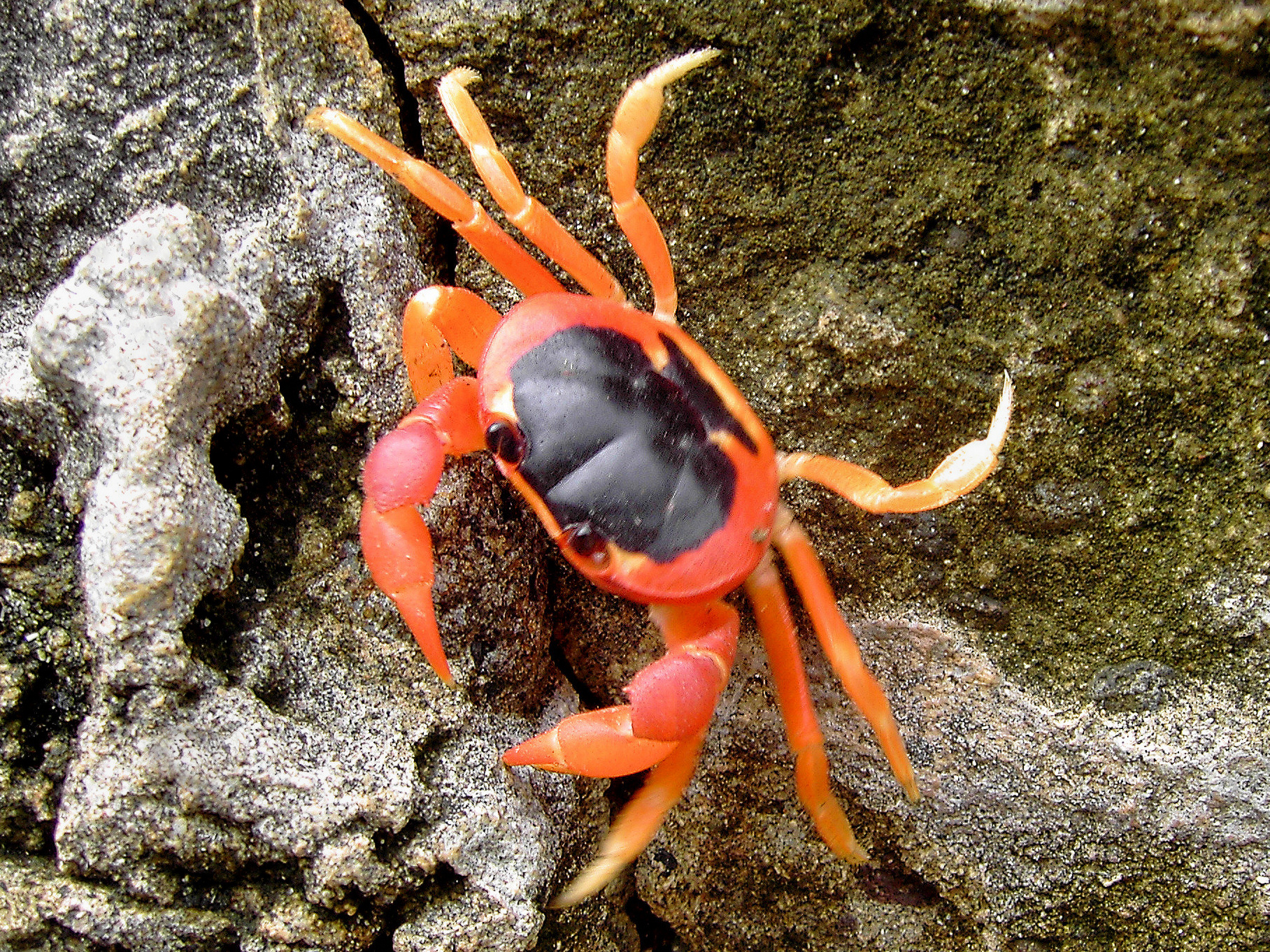
Gecarcinus lateralis
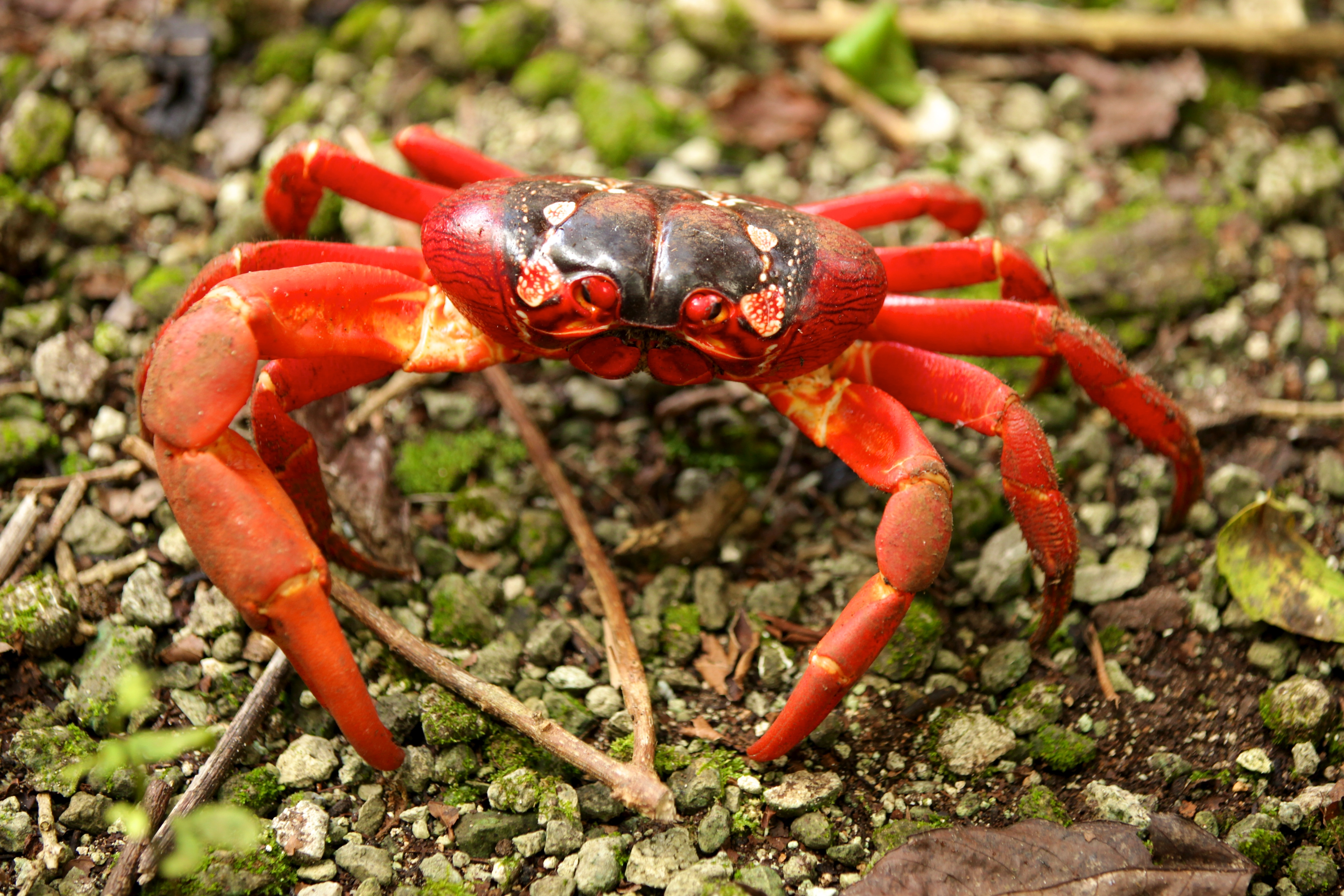
Gecarcoidea natalis
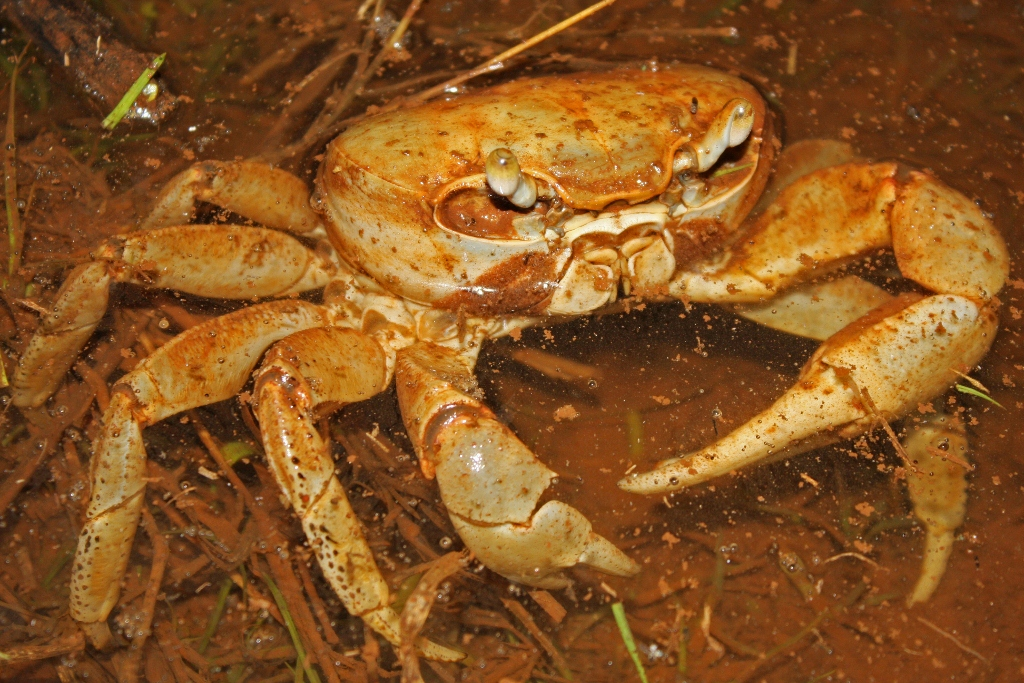
Gecarcinus planatus

## Description
Dans sa publication originale, l'auteur indique que cette famille regroupe des crabes terrestres (true-land crabs) et précise que leur carapace est arrondie de manière à contenir suffisamment d'eau pour que l'animal puisse parcourir de grandes distances.

## Publication originale
- Macleay, 1838 : On the brachyurous decapod Crustacea brought from the Cape by Dr. Smith. Illustrations of the Annulosa of South Africa; being a portion of the objects of natural history chiefly collected during an expedition into the interior of South Africa, under the direction of Dr. Andrew Smith, in the years 1834, 1835. and 1836; fitted out by “The Cape of Good Hope Association for Exploring Central Africa”. vol. 5, pp. 53–71 (texte intégral) (en).